# John A. Carroll
John A. Carroll (Denver, 1901. július 30. – Denver, 1983. augusztus 31. vagy 1983. augusztus 30.) az Amerikai Egyesült Államok szenátora (Colorado, 1957–1963).